# Großer Afrikanischer Grabenbruch

Verlauf des Großen Afrikanischen Grabenbruchs

Der Große Afrikanische Grabenbruch (englisch Great Rift Valley) ist ein Grabenbruch, der sich von Ostafrika nach Südwestasien erstreckt.

## Geologie
Der Grabenbruch besteht aus einer Abfolge von divergenten Plattengrenzen. Das Rote Meer ist durch die Abspaltung der Arabischen Platte von der Afrikanischen Platte während der letzten 35 Millionen Jahre entstanden. Es wird angenommen, dass sich von der Afrikaplatte entlang des Grabenbruches eine neu entstehende Platte abtrennt, für die die Bezeichnung Somaliaplatte verwendet wird.
Erforscht und in seiner geologischen Bedeutung erkannt wurde der Grabenbruch zuerst durch den Schotten John Walter Gregory, nach dem er auch manchmal Gregory-Rift genannt wird.
Aufgrund der aktiven Tektonik ist der Grabenbruch eine Region mit vielen Erdbeben.

## Ausdehnung und Verlauf

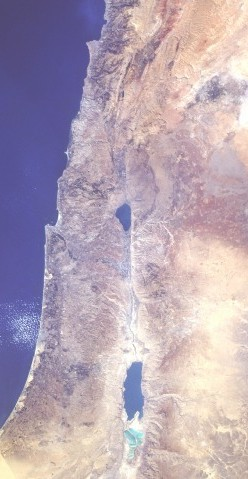
Der Jordangraben ist Teil des Großen Afrikanischen Grabenbruchs

Der Große Afrikanische Grabenbruch ist von seinem nördlichen Ende in Syrien bis zu seinem südlichen Ende in Mosambik rund 6000 Kilometer lang. Die Breite des Tals variiert zwischen 30 und 100 Kilometern, die Tiefe von wenigen hundert bis zu mehreren tausend Metern.

### Orontes, Jordangraben und Rotes Meer
Den nördlichsten Teil des Rifts stellt der Flusslauf des Orontes (Nahr al-Asi) dar mit der Ghab-Ebene (al-Ghab) und der Bekaa-Ebene (al-Biqa), es folgt das Jordantal, in dem der Fluss durch den See Genezareth zum Toten Meer fließt. Weiter südwärts setzt sich  das Rift über die Aravasenke und den Golf von Akaba in das Rote Meer fort.
Am südlichen Ende des Roten Meeres bildete sich eine Verzweigung. Der Golf von Aden stellt schon die östliche Fortsetzung des Rifts dar; von hier aus wird es Teil des mittelozeanischen Rückens des Indischen Ozeans. Bevor sich das Rift öffnete, war die Arabische Halbinsel mit dem Horn von Afrika verbunden. Seine Linie trennt die Arabische Platte von der afrikanischen Kontinentalscholle.

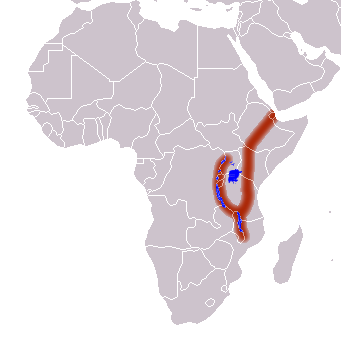
Ostafrikanischer und Zentralafrikanischer Graben sowie das Südliche Rift

### Ostafrikanischer Graben
Südwestlich von Aden bildet die Störung nun den kontinentalen Ostafrikanischen Graben (East African Rift Valley), von dessen beeindruckenden Ausmaßen das gesamte Great Rift Valley seinen Namen bekam. Im Afar-Dreieck teilt der Graben zunächst als Äthiopischer Graben die geologisch alten Erhebungen in Äthiopien in das nordwestlich gelegene Hochland von Abessinien und das südöstlich gelegene Somali-Hochland.

### Östliches und Westliches Rift (Zentralafrikanischer Graben)
In Ostafrika teilt sich das Rift in das Östliche Rift und das Westliche Rift, auch Zentralafrikanischer Graben genannt. Der Victoriasee, der drittgrößte See der Welt, wird ebenfalls als Teil des Rift Valleys angesehen, obwohl er heute zwischen den beiden Ästen des Zentralafrikanischen Grabensystems liegt. Das umschlossene Gebiet wird vom archaischen Tansania-Kraton gebildet, der bis zu 200 km in die Tiefe reicht.
Der Östliche Rift verliert sich etwas in den kenianischen Hochländern, in Kenia ist das Tal am tiefsten im Norden von Nairobi. Da es hier keinen Abfluss für das Wasser gibt, sind die gebildeten Seen nur flach und haben einen hohen Mineralgehalt. Durch Evaporation des Wassers bilden sich Salzseen und Salzlagerstätten.
Der nördliche Teil des westlichen Grabens wird auch Albert-Rift (mit dem Albertsee) genannt, das sich im Kivu-Rift (mit Kiwusee) und im Tanganjika-Rift (mit dem Tanganjikasee) fortsetzt. Er wird von einigen der höchsten afrikanischen Gebirge und Berge begleitet, Virunga-Vulkane, Mitumba-Gebirge und Ruwenzori-Gebirge, und beinhaltet einige der tiefsten Seen der Welt, unter anderem den bis zu 1470 Meter tiefen Tanganjikasee.

### Südliches Rift
Der anschließende Südteil, nachdem sich die beiden Äste wieder vereinigt haben, wird South Rift Valley oder Malawi-Rift genannt, nach dem Malawisee. Er erstreckt sich bis in die Riftvalley-Küstenregion genannte Zone am Indischen Ozean in Mosambik auf der Höhe Madagaskars, die vom Mündungslauf des Sambesi, sowie dem Urematal und der Pungwe Mündung gebildet wird.

## Erdbebenaktivität
| Jahr | Monat | Tag | Uhrzeit   | Lage                                             | Position                     | Tiefe   | Magnitude |
| ---- | ----- | --- | --------- | ------------------------------------------------ | ---------------------------- | ------- | --------- |
| 1901 | 03    | 16  | 11:56 Uhr | vor der Küste Tansanias östlich von Lindi        | 10° 0′ 0″ S, 40° 0′ 0″ O     | –       | 6,9       |
| 1906 | 08    | 25  | 13:47 Uhr | bei Addis Abeba                                  | 9° 0′ 0″ N, 39° 0′ 0″ O      | –       | 6,8       |
| 1909 | 04    | 29  | 22:41 Uhr | 1400 km südsüdöstlich von Madagaskar             | 35° 0′ 0″ S, 53° 0′ 0″ O     | –       | 6,8       |
| 1910 | 12    | 13  | 11:37 Uhr | östlich des Tanganjikasees                       | 8° 0′ 0″ S, 31° 0′ 0″ O      | –       | 7,6       |
| 1912 | 07    | 09  | 08:18 Uhr | äußerster Norden Ugandas                         | 3° 0′ 0″ N, 33° 0′ 0″ O      | –       | 6,8       |
| 1915 | 05    | 08  | 13:42 Uhr | Straße von Mosambik                              | 23° 0′ 0″ S, 39° 0′ 0″ O     | –       | 6,8       |
| 1915 | 09    | 23  | 08:14 Uhr | Eritrea                                          | 16° 0′ 0″ N, 39° 0′ 0″ O     | –       | 6,8       |
| 1916 | 04    | 07  | 09:26 Uhr | etwa 1000 km ostsüdöstlich Madagaskars           | 30° 0′ 0″ S, 55° 0′ 0″ O     | –       | 7,2       |
| 1919 | 07    | 08  | 21:05 Uhr | im Süden Tansanias                               | 9° 50′ 2″ S, 37° 20′ 35″ O   | 15 km   | 6,8       |
| 1928 | 01    | 06  | 19:31 Uhr | nordnordwestlich von Nakuru, Kenia               | 0° 9′ 18″ N, 35° 44′ 53″ O   | 15 km   | 6,9       |
| 1932 | 12    | 31  | 06:30 Uhr | etwa 200 km ostnordöstlich von Durban, Südafrika | 29° 5′ 2″ S, 32° 57′ 25″ O   | 15 km   | 6,8       |
| 1942 | 10    | 09  | 15:46 Uhr | im Malawisee                                     | 11° 32′ S, 34° 39′ O         | 25 km   | 6,8       |
| 1959 | 12    | 21  | 11:19 Uhr | im Golf von Aden, 800 km östlich von Aden        | 13° 51′ N, 51° 37′ O         | 35 km   | 6,8       |
| 1960 | 11    | 22  | 06:21 Uhr | 1250 km südöstlich der Südspitze Madagaskars     | 36° 21′ 43″ S, 52° 27′ 47″ O | 35 km   | 6,8       |
| 1966 | 03    | 20  | 01:42 Uhr | etwa 80 km südwestlich von Bunia, DR Kongo       | 0° 51′ N, 29° 52′ O          | 15 km   | 7,2       |
| 1967 | 11    | 23  | 08:35 Uhr | im Golf von Aden vor der Küste des Ostjemens.    | 14° 27′ N, 51° 59′ O         | 13,2 km | 7,0       |
| 1984 | 05    | 17  | 16:53 Uhr | 1300 km südöstlich der Südspitze Madagaskars     | 36° 14′ S, 53° 36′ O         | 17,5 km | 6,9       |
| 1988 | 02    | 26  | 06:17 Uhr | 1400 km südlich von Madagaskar                   | 37° 18′ S, 47° 55′ O         | 9 km    | 6,8       |
| 1990 | 05    | 20  | 02:22 Uhr | östlich von Mangalla, Südsudan                   | 5° 8′ N, 32° 12′ O           | 15 km   | 7,1       |
| 1990 | 05    | 24  | 20:00 Uhr | östlich von Terekeka, Südsudan                   | 5° 21′ N, 31° 52′ O          | 16 km   | 7,1       |
| 2005 | 12    | 05  | 12:19 Uhr | am Ostufer des Tanganjikasees                    | 6° 13′ 26″ S, 29° 49′ 48″ O  | 22 km   | 6,8       |

## Vulkanismus
Die tektonische Aktivität, die das Rift Valley formte, schwächt die Erdkruste entlang des Grabenbruchs. Das Gebiet ist und bleibt deshalb vulkanisch und seismisch aktiv. Bedeutende Vulkane finden sich am Mount-Kenya-Massiv, Kilimandscharo, Karisimbi, Nyiragongo, Mount Meru und Mount Elgon sowie in dem Kraterhochland in Tansania. Der Ol-Doinyo-Lengai-Vulkan ist der einzige aktive Karbonatit-Vulkan der Welt.

## Anthropologische Funde
Das Rift Valley ist eine reiche Quelle von paläoanthropologischen Entdeckungen, besonders in der Olduvai-Schlucht. Die rasche Erosion der Hochländer füllte das Tal mit Sedimenten, die gute Erhaltungsbedingungen für Fossilien bieten. So wurden etliche Fossilien von frühen Vertretern der Hominini (diverse Australopithecus- und Homo-Arten) gefunden. Besonders Richard und Meave Leakey machten viele Entdeckungen in dieser Region.
Ein weiterer bekannter Hominiden-Fundpunkt ist die Middle-Awash-Region im so genannten Afar-Dreieck. Aus diesem Gebiet stammt unter anderem Lucy, eine Australopithecus afarensis-Frau, deren in großen Teilen erhaltenes Skelett dort 1974 von Donald Johanson entdeckt wurde.
Das Rift Valley wird nach dem Stand der heutigen Fossilfunde als „Wiege der Menschheit“ (Hauptort der Hominisation) angesehen, auch wenn neuere Funde aus Südafrika und dem Sahelraum die Theorie einer Entwicklung exklusiv in diesem Gebiet relativierten.

## Dokumentarfilme
- Afrikas Rift Valley. Der Große Graben. Dokumentarfilm-Reihe in drei Teilen à 43 Min. 1. Teil: Im Paradies der Tiere. 2. Teil: Von Sodaseen und Binnenmeeren. 3. Teil: Vom Höllenfeuer ins Heilige Land. Frankreich, Österreich, 2010, Regie: Harald Pokieser, Paul Reddish, Produktion: arte, ORF, Afrikas Rift Valley - Der große Graben auf IMDb.